# Собор (сериал)
«Собор» — российский исторический телевизионный сериал, премьера которого состоялась 4 ноября 2021 года в ОККО. Главные роли нём сыграли Сергей Марин, Светлана Иванова, Александр Балуев. Сериал получил негативные отзывы критиков.

## Сюжет
Действие сериала происходит в России в начале XVIII века. Показанные в нём события происходят в течение 20 лет, и всё это время в центре внимания находится строительство Спасо-Преображенского собора в Санкт-Петербурге. Главный герой — крепостной крестьянин Иван Старшов, который влюбился в дочь своего помещика и готов пойти на всё, чтобы добиться осуществления мечты. Он сбегает от хозяина, поступает в Преображенский полк, начинает делать успешную карьеру. Параллельно развивается история брата его любимой — князя Андрея Бадарина, который тоже несёт военную службу.

## В ролях
- Сергей Марин — Иван Старшов
- Светлана Иванова — княжна Мария Бадарина
- Александр Балуев — князь Григорий Иванович Бадарин, отец Марии
- Алексей Бардуков — княжич Андрей Бадарин, брат Марии
- Александр Коршунов — отец Николай, священник
- Ян Цапник — Александр Меншиков
- Максим Аверин — Пётр I
- Марина Петренко — Екатерина I
- Алексей Шевченков — Гаврилов
- Юлия Снигирь — «Королева»
- Рамиль Сабитов — Цыган
- Дмитрий Куличков — Афоня
- Игорь Савочкин — Ерёма, ловчий
- Юрий Чурсин — Даниэль
- Александр Бухаров — Опальный, атаман разбойников
- Александр Ильин — Фёдор Старшов, старший брат Ивана
- Полина Чернышова — Дуня, жена Фёдора
- Денис Беспалый — Гаврила Никитич, князь
- Константин Тополага — староста
- Константин Милованов — Автоном
- Анна Гуляренко — тётка Марии
- Юлия Силаева — Евдокия Алексеевна Шереметева
- Сергей Беляев — Борис Петрович Шереметев
- Игорь Головин — пожилой солдат
- Павел Рассомахин — Карл XII
- Никита Тарасов — Доменико Трезини
- Алексей Вертков — Анис Гаврилович Гирфанов
- Сергей Барковский — Кабаков
- Борис Хвошнянский — Мазепа
- Евгений Александров — князь Голицын
- Илья Бледный — Виллим Монс

## Создание и оценки
Режиссёром сериала стал Сергей Гинзбург, продюсерами — Константин Эрнст, Джаник Файзиев, Рафаел Минасбекян. Съёмки проходили в 2019 году в Санкт-Петербурге и Ленинградской области. Премьера «Собора» состоялась 4 ноября 2021 года на платформе Oкко и позже на российском Первом канале, причём это был на тот момент один из самых ожидаемых российских телепроектов.
Обозреватель «Комсомольской правды» охарактеризовал «Собор» как «сумбурную сказку в исторических декорациях», «нестройную постановку, достойную передвижного театра, только что с успехом ограбившего богатый обоз Большого с яркими историческими костюмами». По его мнению, происходящее на экране абсолютно неправдоподобно, отдельным актёрам «не поддались» их роли. На русскоязычных кинофорумах раскритиковали сценарий, актёрские работы и батальные сцены.
По мнению рецензента «Кино-театр.ру», «Собор» «собирает все штампы исторических телемувиков». Диалоги слишком мелодраматичны и пафосны, саундтрек нарочито «народный», «гуслично-балалаечный»; «оттого, что артисты в этом — очевидно даже по картинке — не особо претендующем на историчность пространстве существуют со звериной серьезностью, так и хочется шепнуть Аверину-Петру: „Простите, у вас ус отклеился“».
Обозреватель «Московского комсомольца» увидел в «Соборе» «определённый шарм» и доказательства того, что визуальный стиль российских сериалов постепенно улучшается. По его мнению, в оценках «Собора» «всё встаёт на свои места», если изначально понимать, что главная составляющая сюжета — любовь, а не масштабные исторические события.